# Prolophota mjobergi
Prolophota mjobergi är en fjärilsart som beskrevs av Louis Beethoven Prout. Prolophota mjobergi ingår i släktet Prolophota och familjen nattflyn. Inga underarter finns listade i Catalogue of Life.